# František Schacherl
František Schacherl (4. října 1887 Třeboň – 10. července 1944 Koncentrační tábor Mauthausen) byl vysokoškolský pedagog, odbojář a oběť nacismu.

## Život

### Před druhou světovou válkou
František Schacherl se narodil 4. října 1887 v Třeboni. Mezi lety 1902 a 1905 studoval na Českoslovanské akademii obchodní v Praze. Vstoupil do řádu svatého Benedikta, ve kterém strávil patnáct let. V roce 1914 mu byl v Římě udělen titul ThDr. Mezi lety 1916 a 1921 vystudoval v Praze na univerzitě fyziku a chemii a v roce 1922 mu byl udělen titul RNDr. Od téhož roku pracoval Ústavu anorganické chemie Přírodovědecké fakulty Masarykovy univerzity v Brně a to do roku 1941. V letech 1931 a 1932 absolvoval stipendijní pobyt v Římě, v roce 1932 habilitoval v oboru anorganické chemie na Přírodovědecké fakulta Masarykovy univerzity. V letech 1934 a 1935 absolvoval stipendijní v Paříži. V roce 1938 zahájil na Přírodovědecké fakultě Masarykovy univerzity profesorské řízení. Byl členem Moravské přírodovědecké společnosti a Chemické společnosti.

### Druhá světová válka
Po německé okupaci v březnu 1939 se František Schacherl zapojil do protinacistického odboje brněnských vysokoškolských pedagogů. Společně s Prof. MUDr. Janem Florianem a Prof. PhDr. Vladimírem Grohem pracoval na zabezpečení destrukčních prostředků. Za svou činnost byl 17. října 1941 v Lipůvce zatčen gestapem. Během domovní prohlídky byl u něj nalezen Ing. Václavem Burešem sepsaný seznam dárců peněz pro odboj, deník a Prof. PhDr. Františkem Koláčkem vytvořenou mapku míst vhodných pro shoz parašutistů. Dne 28. října 1941 byl sice propuštěn, ale 3. dubna 1943 byl zatčen opět, odeslán do koncentračního tábora Mauthausen, kde 10. července 1944 (bývají uváděna i data 11. a 12. července) za neznámých okolností zahynul.

## Publikační činnost
- Patnáct let v klášteře (Dědictví Havlíčkovo, 1924)
- Ignác z Loyoly a jeho řád (Dědictví Havlíčkovo, 1926)
- Rukopisy po stránce chemické (1938)
- Nitro atomů (Česká grafická unie/Československá grafická unie, 1941)
- články pro periodika Československé strany lidové

## Rodina
František Schacherl se v roce 1921 oženil s Blaženou Jelínkovou (*1892). I ona byla 3. dubna 1943 zatčena gestapem a vězněna v Brně a koncentračním táboře Ravensbrück. Válku přežila.